# Hydroptila sanghala
Hydroptila sanghala är en nattsländeart som beskrevs av Schmid 1960. Hydroptila sanghala ingår i släktet Hydroptila och familjen smånattsländor. Inga underarter finns listade i Catalogue of Life.